# مسعود علیا
مسعود علیا (متولد ۱۳۵۴، تهران) مترجم و پژوهشگر ایرانی حوزهٔ فلسفه و مدیر سابق گروه فلسفه هنر دانشگاه هنر است.
کتاب جنبش پدیدارشناسی با ترجمه او برنده جایزه کتاب سال شد. او در مهر ۱۴۰۲ از اخراج خود و مخالفت دانشگاه با تمدید و تبدیل قراردش خبر داد.

## تحصیلات
او دوره کارشناسی زبان و ادبیات فارسی را در دانشگاه تهران و دوره کارشناسی ارشد فلسفه را با رسالهٔ «آموزهٔ راز در فلسفهٔ گابریل مارسل» در دانشگاه شهید بهشتی به پایان رساند. او در تیرماه ۱۳۸۷، دوره دکتری فلسفه را با نگارش رساله‌ای تحت عنوان «شرط امکان اخلاق در اندیشه لویناس» به راهنمایی عبدالکریم رشیدیان در مؤسسه حکمت و فلسفه به پایان برد.

## کتاب‌ها

### ترجمه
- هنر به منزله تجربه، جان دیویی، مسعود علیا (مترجم)، تهران: ققنوس، ۱۳۹۱
- وضع بشر، هانا آرنت، مسعود علیا (مترجم)، تهران: ققنوس، ۱۳۹۰
- جنبش پدیدارشناسی: درآمدی تاریخی، هربرت اسپیگلبرگ، تهران: مینوی خرد، ۱۳۹۱
- مرلو-پونتی، تیلور کارمن، مسعود علیا (مترجم)، تهران، ققنوس، ۱۳۹۰
- آشنایی با افلاطون، پل استراترن، مسعود علیا (مترجم)، تهران: نشر مرکز
- آشنایی با هگل، پل استراترن، مسعود علیا (مترجم)، تهران: نشر مرکز
- الفبای فلسفه، نایجل واربرتون، مسعود علیا (مترجم)، تهران: ققنوس
- اگزیستانسیالیسم و اخلاق، مری وارنوک، مسعود علیا (مترجم)، تهران: ققنوس
- اخلاق بدون هستی‌شناسی، هیلاری پاتنم، مسعود علیا (مترجم)، تهران: صراط
- هرمنوتیک فلسفی و نظریه ادبی، جوئل واینسهایمر، مسعود علیا (مترجم)، تهران: ققنوس
- مبانی فلسفه اخلاق، رابرت هولمز، مسعود علیا (مترجم)، تهران: ققنوس
- مسیح و اساطیر، رودلف کارل بولتمان، مسعود علیا (مترجم)، تهران: نشر مرکز
- فلسفه هنرها: درآمدی بر زیبایی‌شناسی، گوردون گراهام، مسعود علیا (مترجم)، تهران: ققنوس
- جغد مینروا: فلسفه به روایت فیلسوفان، چارلز بونتمپو، جک اودل، مسعود علیا (مترجم)، تهران: ققنوس
- آثار کلاسیک فلسفه، نیگل واربرتون، مسعود علیا (مترجم)، تهران: ققنوس
- دیباچه‌ای بر فلسفه قرون وسطی، فردریک چارلز کاپلستون، مسعود علیا (مترجم)، تهران: ققنوس
- درآمدی بر اندیشه لویناس، کالین دیویس، مسعود علیا (مترجم)، تهران: مؤسسه پژوهشی حکمت و فلسفه ایران
- پدیدارشناسی ادراک، موریس مرلوپونتی، مسعود علیا (مترجم)، تهران: نی، 1403

### تألیف
- فرهنگ توصیفی فلسفه اخلاق، مسعود علیا، تهران: هرمس و مؤسسه پژوهشی حکمت و فلسفه ایران
- کشف دیگری همراه با لویناس، مسعود علیا، تهران: نشر نی
- عطار، مسعود علیا، تهران: مدرسه
- سهروردی، مسعود علیا، تهران: مدرسه
- فرزانگان خاک، مسعود علیا، تهران: مدرسه